# Dimophora daschi
Dimophora daschi är en stekelart som beskrevs av Ian D. Gauld 2000. Dimophora daschi ingår i släktet Dimophora och familjen brokparasitsteklar. Inga underarter finns listade i Catalogue of Life.